# Muzeum Poczty w Sztokholmie
Muzeum Poczty (szw. Postmuseum) – muzeum znajdujące się w Sztokholmie w dzielnicy Gamla stan. Zgromadzono w nim znaczki pocztowe i inne wyroby pocztowe.
Gmach Muzeum Poczty został wybudowany mniej więcej koło 1820 roku. Aż do 1869 był to jedyny urząd pocztowy w mieście, a w 1906 oddano go w użytkowanie Muzeum Poczty.
Wśród obiektów stałej ekspozycji muzeum jest obraz przedstawiający dawnych wiejskich listonoszy walczących ze wzburzonymi wodami Morza Alandzkiego w łodzi simpan. Można też zobaczyć pierwszy autobus pocztowy, który jeździł po północy Szwecji na początku trzeciej dekady XX wieku oraz dyliżans używany we wschodniej części kraju. W zbiorach znajduje się także pierwsza szwedzka maszyna do drukowania znaczków. W zbiorach muzeum znajdują się ponad 4 miliony znaczków pocztowych.